# Станковский, Лука
Лука Станковский (макед. Лука Станковски; род. 2 сентября 2002, Скопье) — северомакедонский футболист, полузащитник клуба «Газиантеп».
Лука — сын известного северомакедонского футболиста Горана Станковского.

## Клубная карьера
Станковский — воспитанник клубов «Вардар» и «Работнички». 31 августа 2019 года в матче против «Академия Пандева» он дебютировал в чемпионате Северной Македонии в составе последних. 29 августа 2020 года в поединке против «Вардара» Лука забил свой первый гол за «Работнички». В начале 2022 года Станковский перешёл в турецкий «Газиантеп», подписав контракт на 4,5 года с возможностью продления ещё на год. 12 февраля в матче против «Истанбул Башакшехир» он дебютировал в турецкой Суперлиге. 20 мая в поединке против «Ризеспора» Лука забил свой первый гол за «Газиантеп».